# 佩爾霍
佩爾霍是芬蘭的城鎮，位於該國西部，由中博滕區負責管轄，始建於1868年，面積775平方公里，最高點海拔高度198米，2013年人口2,923，人口密度為每平方公里3.91人。

## 外部連結
- Municipality of Perho （页面存档备份，存于） – Official website